# Ensete ventricosum

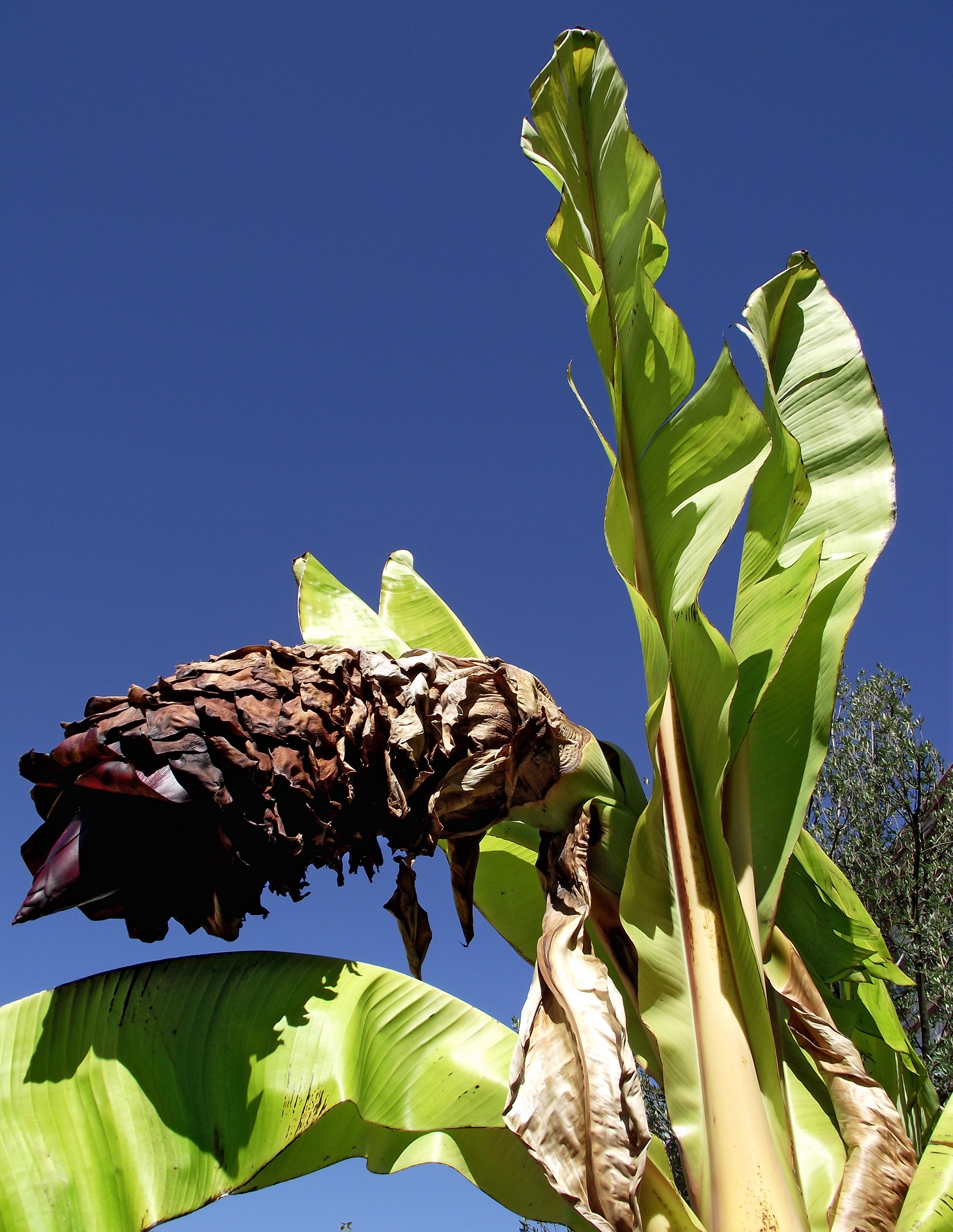

Ensete ventricosum – gatunek rośliny z rodziny bananowatych (Musaceae). Roślina ozdobna, w Etiopii uprawiana jako jadalna. 

## Występowanie
Gatunek w naturze szeroko rozpowszechniony w Afryce: występuje w Etiopii, Kenii, Ugandzie, Tanzanii, Mozambiku, Republice Południowej Afryki i Demokratycznej Republice Konga. Rośnie w lasach, na polanach, często w pobliżu wąwozów i strumieni, pomiędzy 1000–2400 m n.p.m. Uprawiany jest na wysokości od 1600 do 3100 m, ale rozproszone rośliny można również znaleźć w niższych wysokościach.

## Morfologia
PokrójBylina o wysokości od 4 do 8 m.
LiścieWydłużone, ułożone spiralnie. Osiągają długość 5 m, wyrastają z cebulobulwy. Pochwy liściowe po opadłych liściach tworzą pień pozorny. Wewnątrz nich wyrasta pęd kwiatowy.
KwiatyZebrane w kwiatostan wiechowaty, otoczony wielką podsadką, podłużny, różowy, składający się łuskowato nachodzących na siebie liści, imitujących płatki. Kwiatostan wyrasta na szczycie rośliny tylko raz – kończąc jest życie.
OwocePodobne do banana zwyczajnego. Są niejadalne – mdłe w smaku, włókniste, a w środku znajdują się twarde, duże nasiona.

## Zastosowanie
- Roślina jadalna – jest jedną z najważniejszych roślin uprawianych w Etiopii. Stanowi główne źródło pożywienia dla 7-10 milionów ludzi. W 1994 roku uprawy zajmowały około 3000 km². Z jednego hektara można uzyskać niemal 10 ton żywności. Gatunek uprawiany jest przede wszystkim do produkcji skrobi spożywczej. W tym celu wykorzystuje się pień pozorny, korzeń i szypułę kwiatostanu. Poza Etiopią uprawiany jest jeszcze w Wietnamie.
- W korzeniach znajduje się związki organiczne o działaniu antybakteryjnym, antygrzybicznym[5].
- Rośliny stanowią źródło mocnych włókien. Pochwy liściowe wykorzystywane są do produkcji lin, koszy i worków. Po wysuszeniu używane są jako materiał do pakowania, produkcji mat i materaców, ogrodzeń oraz budowy domów. Świeże liście wykorzystuje się jako parasole, chroniące dzieci przed słońcem. Większość części rośliny nadaje się na paszę dla zwierząt.

## Znaczenie kulturowe
W niektórych plemionach (np. Gourage) rośliny te nie są konsumowane, lecz używane do "karmienia Ziemi" – zakopywania zebranej żywności w głębokich jamach. Przysparza to rolnikom prestiżu – mogą w ten sposób pochwalić się obfitym zbiorem, czego nie zapewnia przechowywanie roślin w domu w celach konsumpcyjnych. Roślina ta dobrze znosi jednak przechowywanie pod ziemią, co bywa wykorzystywane w celu ochrony pożywienia w trakcie wrogich napadów. Żywność można szybko zakopać, a następnie odzyskać, po ustąpieniu zagrożenia, skutecznie chroniąc ją w ten sposób przed kradzieżą.
Duże ilości produktów wytwarzanych z tych roślin spożywane są przez dziewczynki w trakcie miesięcznych świąt ku czci Ddmwamwit. Rytuał ten ma zapewnić społeczności dobre zdrowie, w szczególności chroniąc przed grypą (nazywaną gumfa).

## Choroby i szkodniki
Najpoważniejszą chorobą atakującą gatunek jest więdniecie bakteryjne wywoływane przez bakterię Xanthomonas campestris. Choroba ta atakuje rośliny na każdym etapie rozwoju i jest obecna niemal na wszystkich obszarach, gdzie są uprawiane. Obecne środki kontroli epidemii ograniczają się do wyrywania chorych roślin i sadzenia zdrowych, pochodzących z niezarażonych upraw. Podejrzewa się, że czynnikiem ułatwiającym infekcję jest wcześniejsze opanowanie korzeni przez nicienie z rodzaju Meloidogyne oraz Pratylenchus goodeyi. W celu ochrony przed nimi stosuje się płodozmian. W połączeniu z długotrwałymi suszami epidemia więdnięcia bakteryjnego stała się powodem głodu w Etiopii.
W 2014 roku na uniwersytecie w Addis Abebie został uruchomiony projekt mający na celu opracowanie szczepu rośliny odpornego na zakażenie Xantomonas sp.